# LPKF Laser & Electronics
Die LPKF Laser & Electronics SE ist ein Technologieunternehmen. Es entwickelt und fertigt Lasersysteme, die bei der Herstellung von elektronischen Bauteilen eingesetzt werden.
LPKF hat seinen Hauptsitz in Garbsen bei Hannover. An Standorten in Europa, Asien und Nordamerika werden rund 700 Mitarbeiter beschäftigt. Der Exportanteil betrug im Geschäftsjahr 2023 rund 88 %. Die Aktien der LPKF SE notieren im Prime Standard der Deutschen Börse.

## Firmengeschichte
1976 wurde LPKF als GmbH gegründet. Erste Produkte waren Fräsbohrplotter zur Strukturierung von Leiterplatten – das Gerät fräst die Leiterstruktur aus einem Basismaterial in einem Negativverfahren heraus. Der Name LPKF leitete sich vom Produkt Leiterplatten-Kopierfräse ab. 1984 wurde LPKF mit Gründung einer Zweigniederlassung in den USA aktiv. Seit 1989 beschäftigt sich das Unternehmen mit dem Einsatz des Lasers in der industriellen Produktion. Im Jahr 1991 wurde die Entwicklung von Antriebs- und Steuerungssystemen der neu gegründeten Tochterfirma LPKF Motion & Control GmbH (Standort: Suhl) übertragen. 1993 präsentierte LPKF mit einem StencilLaser eine industrielle Anwendung der Lasertechnologie. Damit werden Lotpastenschablonen (SMT-Stencils) für die Elektronikindustrie gefertigt. Diese Stencils werden bei der Serienproduktion von SMT-Leiterplatten benötigt. 1998 entstand durch Umwandlung der GmbH die Aktiengesellschaft.
Sie gründete 2003 ein Applikationszentrum für Laseranwendungen, das sich mit neuen Einsatzformen der Lasertechnologie befasst: Es hat die 3D-MID-Technologie für die Laser-Direktstrukturierung zur Serienreife entwickelt. Das Applikationszentrum wurde in die Tochterfirma LaserMicronics GmbH (Dienstleistungen für die Mikromaterialbearbeitung) überführt.
Das Jahr 2005 brachte die Verschmelzung mit der LaserQuipment AG im Geschäftsbereich Kunststoffschweißen. Dieser Geschäftsbereich hat ein patentiertes Hybridschweißverfahren (Laser-Durchstrahlschweißen mit Unterstützung eines Wärmefeldes) und ein Verfahren zum Laser-Heißverstemmen thermoplastischer Nietpartner entwickelt.
Mit Gründung der Tochtergesellschaft LPKF SolarQuipment im Jahr 2007 stieg LPKF in den Markt der Dünnschicht-Solarzellenproduktion ein. Das Unternehmen produziert Lasersysteme, die große Trägermaterialien in einem dreistufigen Prozess in Solarmodule strukturieren.
LPKF wurde 2010 mit dem Hermes Award für das Lasersystem „LPKF Fusion3D“ ausgezeichnet.
Am 24. September 2012 wurde LPKF erstmals in den TecDAX aufgenommen und verblieb dort bis zum 21. März 2016.
Am 24. August 2020 wurde LPKF zum zweiten Mal in den TecDAX aufgenommen, wo das Unternehmen die insolvente Wirecard AG ersetzte, mussten diesen jedoch am 20. September 2021 wieder verlassen.
Im Dezember 2022 erfolgte die Umwandlung zur Europäischen Gesellschaft (SE).
Am 27. Dezember 2024 wurde LPKF in den SDAX aufgenommen.

## Geschäftsbereiche
In der Historie ist LPKF ein Maschinenbauunternehmen mit Präzisionstechnologie. Die derzeitige Struktur unterscheidet folgende Geschäftsbereiche:
- Leiterplatten: Herstellung von Leiterplatten-Prototypen; Strukturierung der Leiterplatten mit Fräsbohrplottern oder Lasersystemen, umweltfreundliche Verfahren zur Leiterplatten-Durchkontaktierung, Lötstopplack, Lotpastenauftrag und SMD-Bestückung im Elektroniklabor.
- Leiterplattenbearbeitung: Laserschneiden von starren, starr-flexiblen und flexiblen Leitermaterialien im industriellen Umfeld.
- SMT-Stencil-Technologien: Laserschneiden von Lotpastenschablonen (SMT-Stencils) für die Elektronikindustrie. Stencils dienen zum Lotpastenauftrag im industriellen Fertigungsprozess von Leiterplatten.
- Solarzellen-Strukturierung: Systeme zur Strukturierung von Dünnschicht-Solarzellen durch das Tochterunternehmen LPKF SolarQuipment.
- MID – Molded Interconnect Devices (Dreidimensionale Elektronikbauteile): Bauteile aus Einkomponenten-Spritzguss werden mit dem Laser strukturiert (Laser-Direktstrukturierung, LPKF-LDS-Verfahren), dann metallisiert und bei Bedarf mit elektronischen Bauteilen bestückt. Sie übernehmen mechanische und elektronische Aufgaben.
- Laser-Kunststoffschweißen:[9] Eine berührungslose, materialschonende Fügetechnik, die zwei Kunststoffkomponenten mit optisch hochwertigen Schweißnähten sicher und hygienisch verbindet. Laser-Kunststoffschweißen findet Anwendung bei Consumerprodukten, in der Automobil- und der Medizintechnik.